# Vivaro
Vivaro là một đô thị ở tỉnh Pordenone trong vùng Friuli-Venezia Giulia, có cự ly khoảng 90 km về phía tây bắc của Trieste và khoảng 15 km về phía đông bắc của Pordenone. Tại thời điểm ngày 31 tháng 12 năm 2004, đô thị này có dân số 1.302 người và diện tích là 37,5 km².
Vivaro giáp các đô thị: Arba, Cordenons, Maniago, San Giorgio della Richinvelda, San Quirino, Spilimbergo.